# Васьков, Фёдор Иванович (губернатор)
Фёдор Ива́нович Васько́в (14 (25) октября 1790—15 (27) декабря 1855) — русский государственный деятель.

## Биография
Выходец из старинного дворянского рода Костромской губернии, православного вероисповедания. Родился 14 (25) октября 1790 года в семье Ивана Кузьмича и Анны Ивановны (урожд. Ламб) Васьковых. В семье было несколько сыновей. Старшему сыну, Ивану Ивановичу Васькову (1789—1824), для сохранения фамилии их матери в 1816 году было дано право именоваться Васьков-Ламб. Ещё один сын Николай Иванович Васьков был вице-губернатором Псковской (1839—1843) и Санкт-Петербургской (1843—1850) губерний. 
Воспитывался в Пажеском корпусе, из которого был выпущен в 1809 году подпоручиком лейб-гвардии Измайловского полка; произведён в поручики 26 января 1812 года. В Отечественной войне 1812 года участвовал в сражениях при Смоленске и при Бородино, в котором был ранен пулей в левую руку и бок навылет. За отличие награждён орденом Святого Владимира 4-й степени с бантом. После излечения принимал участие в заграничных походах 1813—1814, был при осаде крепости Модлин (февраль—декабрь 1813) в составе ополчения генерал-лейтенанта А. А. Клейнмихеля. В 1814 году вновь зачислен в штат Измайловского полка.
Из штабс-капитанов лейб-гвардии Измайловского полка был уволен с военной службы, за болезнями, с пожалованием чина капитана 15 января 1816 года. В том же году женился. В отставке находился до 1827 года, когда с 4 мая 1827 года был причислен к герольдии Сената, с переименованием в надворные советники.
Костромским дворянством был избран в уездные предводители дворянства в Галиче. С 11 марта 1829 года — председатель Костромской уголовной палаты; с 1 апреля 1832 года — коллежский советник.
Был назначен 5 мая 1835 года первым членом Межевой канцелярии; с 24 июля 1836 года — товарищ главного директора Межевого корпуса; 29 августа 1836 года был произведён в статские советники. Занимался составлением устава Межевого управления. С 25 марта 1839 года пожалован, за отличие, в чин действительного статского советника (в справочниках по старшинству XIX в. ошибочно показана дата производства — 23.10.1842, которая указывается и в современных биобиблиографических справочниках); 22 ноября 1840 года был уволен согласно прошению.
С 20 июня 1844 года вновь на службе, поступил в ведомство министерства внутренних дел. С 27 июля 1844 года был назначен и. д. гродненского губернатора (утверждён в должности 30 марта 1846), а 17 марта 1848 года — новгородским гражданским губернатором. Уволен от службы, по прошению, по расстроенному здоровью, 2 сентября 1850. 
Во время войны 1853—1856 гг., в 1855 году костромское дворянство предложило Фёдору Ивановичу Васькову встать во главе Костромского ополчения. Назначен начальником подвижного ополчения Костромской губернии 20 марта 1855. Он не только возглавил ополчение, но и привёл в него своих четверых сыновей, зятя и трёх племянников; 12 июля 1855 года на Сусанинской площади в Костроме состоялось освящение знамён Костромской и Буйской дружин ополчения. В начале августа 1855 года все десять дружин ополчения выступили в поход, из которого Фёдор Иванович Васьков не вернулся. Он скончался в Варшаве 15 (27) декабря 1855 года. Исключен из списков умершим 25 декабря 1855. Тело его было привезено в Кострому и погребено на кладбище Ипатьевского монастыря.

## Награды
- орден Св. Владимира 4-й ст. с бантом (19.12.1812)
- Монаршее благоволение (25.08.1838)
- орден Св. Владимира 3-й ст. (30.05.1847)
- орден Св. Станислава 1-й ст. (3.4.1849)[13]

### Семья
В 1816 году женился на Прасковье Андреевне Готовцевой (1793—1864). Их дети: Мария (1818—?); Андрей (1819—?) — инженер; Пётр (1820—?) — корнет; Константин (1822—?) — поручик; Иван (1825—?) — студент Московского университета; Юлия (1828—?); Анна (1830—?); Павел (1832—?); Василий (1834—?).